# Mahemdavad
Mahemdavad é uma cidade e um município no distrito de Kheda, no estado indiano de Gujarat.

## Geografia
Mahemdavad está localizada a 22° 50′ N, 72° 46′ L. Tem uma altitude média de 33 metros (108 pés).

## Demografia
Segundo o censo de 2001, Mahemdavad tinha uma população de 30 769 habitantes. Os indivíduos do sexo masculino constituem 52% da população e os do sexo feminino 48%. Mahemdavad tem uma taxa de literacia de 70%, superior à média nacional de 59,5%: a literacia no sexo masculino é de 77% e no sexo feminino é de 63%. Em Mahemdavad, 12% da população está abaixo dos 6 anos de idade.